# Semidonta rufa
Semidonta rufa är en fjärilsart som beskrevs av George Francis Hampson 1892. Semidonta rufa ingår i släktet Semidonta och familjen tandspinnare. Inga underarter finns listade i Catalogue of Life.